# Coahuila
Coahuila (vagy teljes nevén Coahuila de Zaragoza) Mexikó egyik szövetségi állama. Az ország északi részén fekszik a szárazföld belsejében, szomszédai: északon az USA, nyugaton Chihuahua és Durango államok, délen Zacatecas, keleten pedig Új-León. A hivatalos név Zaragoza utótagját Ignacio Zaragoza tábornok tiszteletére kapta, aki Coahuila és Texas állam területén született.
Lakossága 2010-ben kb. 2,75 millió fő volt, területe 151 563 km². Fővárosa Saltillo, másik jelentős városa Torreón.

## Földrajz

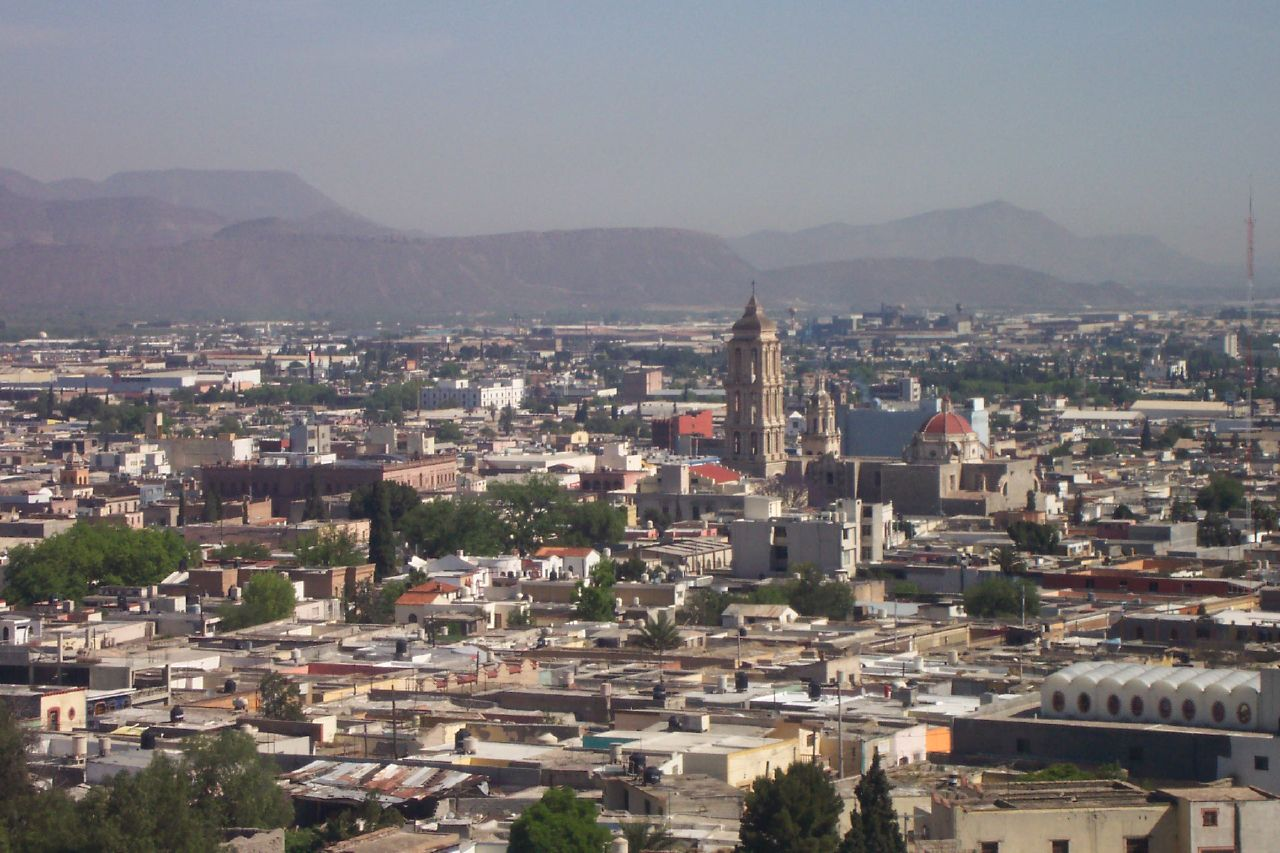
A főváros, Saltillo látképe

Az állam legnagyobb része hegyvidék (legmagasabb pontja 3710 m), északnyugat-délkeleti irányban húzódik rajta végig a Keleti-Sierra Madre. Keleti fele lassan lejt a Río Bravo del Norte irányába, a hegység vizeit itt több folyó vezeti le, közülük legjelentősebb a Río Salado.
Coahuila nyugati fele a Mexikói-fennsík részét képezi, átnyúlik ide a Chihuahua-sivatag is. A Bolsón de Mapimí nevű lefolyástalan medence átnyúlik a szomszédos államok területére, a Durangóban eredő Nazas és a Zacatecasban eredő Aguanaval folyók ide torkollanak. Az állam egyik legnagyobb városa, Torreón is itt fekszik, a Nazas vizéből öntözött Comarca Lagunera elnevezésű területen.

## Népesség
Ahogy egész Mexikóban, a népesség növekedése Coahuila államban is gyors, ezt szemlélteti az alábbi táblázat:
| Év   | Lakosság  |
| ---- | --------- |
| 1990 | 1 972 340 |
| 1995 | 2 173 775 |
| 2000 | 2 298 070 |
| 2005 | 2 495 200 |
| 2010 | 2 748 391 |

## Története

### Nevének eredete
Az állam nevének eredetére több magyarázat született, abban mindegyik megegyezik, hogy a navatl nyelvből származik. A legkorábbi magyarázat szerint a Coatl (kígyó) és Huiliana (csúszik, mászik) összetételéből ered, ami alapján olyan helyet jelenthet, ahol sok a kígyó. Mások a Huiliana helyett a Huila szót sejtették, ami egy galambfajtának a helyi elnevezése. A harmadik elmélet a Quauitl (fa) és La (bőség) szavakból Fákban bővelkedő hely jelentésűnek gondolják.

### A spanyol hódítás
A spanyol hódítás kicsit később érte el a területet, mint a déli részeket, a kedvezőtlen éghajlat és az arany hiánya miatt. Ráadásul az őslakók ellenállása is lassú haladásra kényszerítette az európaiakat: az újonnan alapított telepeket is gyakran megtámadták. Az első telepescsoport 1568-ban érte el a mai Coahuila területét Francisco Cano vezetésével, később a portugál Alberto del Canto 1577-ben megalapította a mai fővárost, Saltillót, Új-Spanyolország Nueva Vizcaya tartományának részeként.
A 18. század végén Saltillo és Monclova politikusai és katonái között éles szembenállás kezdődött amiatt, hogy mindkét város Coahuila fővárosa szeretett volna lenni. A kereskedelmi központ azonban egyértelműen Saltillóban volt, ez később eldöntötte a vitát.

### 19. század, függetlenség

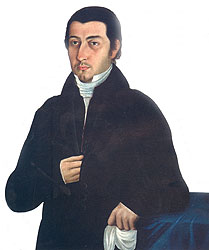
Az egyik kivégzett függetlenségi harcos, Juan Aldama

A függetlenségi harcok kezdetén a katonaság a királypártiak oldalán állt. 1811. január 7-én Agua Nuevánál az Ignacio Allende által a felkelés szervezésével megbízott Mariano Jiménez megvívta az első csatát Antonio Cordero kormányzó királyhű csapataival. Néhány nap múlva a felkelők bevették Saltillót, majd Parras és Monclova irányába indultak, hátrahagyva a tartomány új kormányzójává kinevezett Pedro Arandát. Néhány hét múlva Allende és Miguel Hidalgo y Costilla Saltillóba érkezett, és a mozgalom helyi vezetőinek nevezték ki Ignacio López Rayónt és José María Liceagát.
Ezután a királyi kincstárnok, Porres püspöke és a magát felkelőnek tettető katona, Ignacio Elizondo, összeesküvést szőttek a függetlenségi harcosok vezetőinek letartóztatása érdekében. Monclovától délre, Acatita de Baján mellett csapdát állítottak számukra, elfogták Hidalgót, Allendét és Juan Aldamát, akiket először Monclovában, azután Parrasban, Viescában, végül Chihuahuában őriztek, ahol júniusban kivégezték őket.
Később Rayón Coahuila és Zacatecas határán, Puerto Piñonesnél vereséget mért a királypárti csapatokra, akik visszatérését akarták megakadályozni. Azonban a függetlenségi háború további harcai jórészt elkerülték Coahuilát. Amikor végül 1823-ban az újonnan létrejött alkotmányozó testület megalkotta Mexikó első alkotmányát, abba a helyi Miguel Ramos Arizpe számos ötlete is bekerült.
1840-ben szeparatista törekvések robbantak ki Coahuila és két másik állam (Új-León és Tamaulipas) területén, amelynek eredményeképp néhány hónapra létrejött e három állam szövetségéből a Rio Grande-i Köztársaságot.[forrás?]
1846-ban az Amerikai Egyesült Államok indított támadást annak érdekében, hogy megszerezze Coahuila területeit is. Egyik egységük a Río Grande-i erőd bevétele után Monclova és Parras felé indult, egy másik pedig Saltillót foglalta el. Antonio López de Santa Anna vezetésével a mexikói hadsereg a város mellett, La Angosturánál ütközött meg velük, visszavonulásra késztetve az észak-amerikaiakat, azonban érthetetlen módon a vezér saját csapatait is visszavonta, így a csatában lényegében egyik fél sem nevezhető győztesnek.
1852-ben Juan Antonio de la Fuente kihirdette Coahuila második alkotmányát, amiben kinyilvánították az állam szuverenitását. 1856-ban azonban Santiago Vidaurri, Új-León kormányzója annektálta Coahuilát és a saját államához csatolta, de 8 évvel később Benito Juárez elnök ismét önállóvá nyilvánította az államot és kinevezte kormányzójának Andrés Saturnino Viescát. 1865-ben francia csapatok szállták meg a területet, de őket Viesca, Francisco Aguirre, Victoriano Cepeda és Ildefonso Fuentes harcosai végül legyőzték.
A 19. század történetéhez tartozik még, hogy 1877-ben és 1878-ban Porfirio Díaz elnök ellen is felkelések törtek ki, ezek vezetője Mariano Escobedo volt.

### 20. század

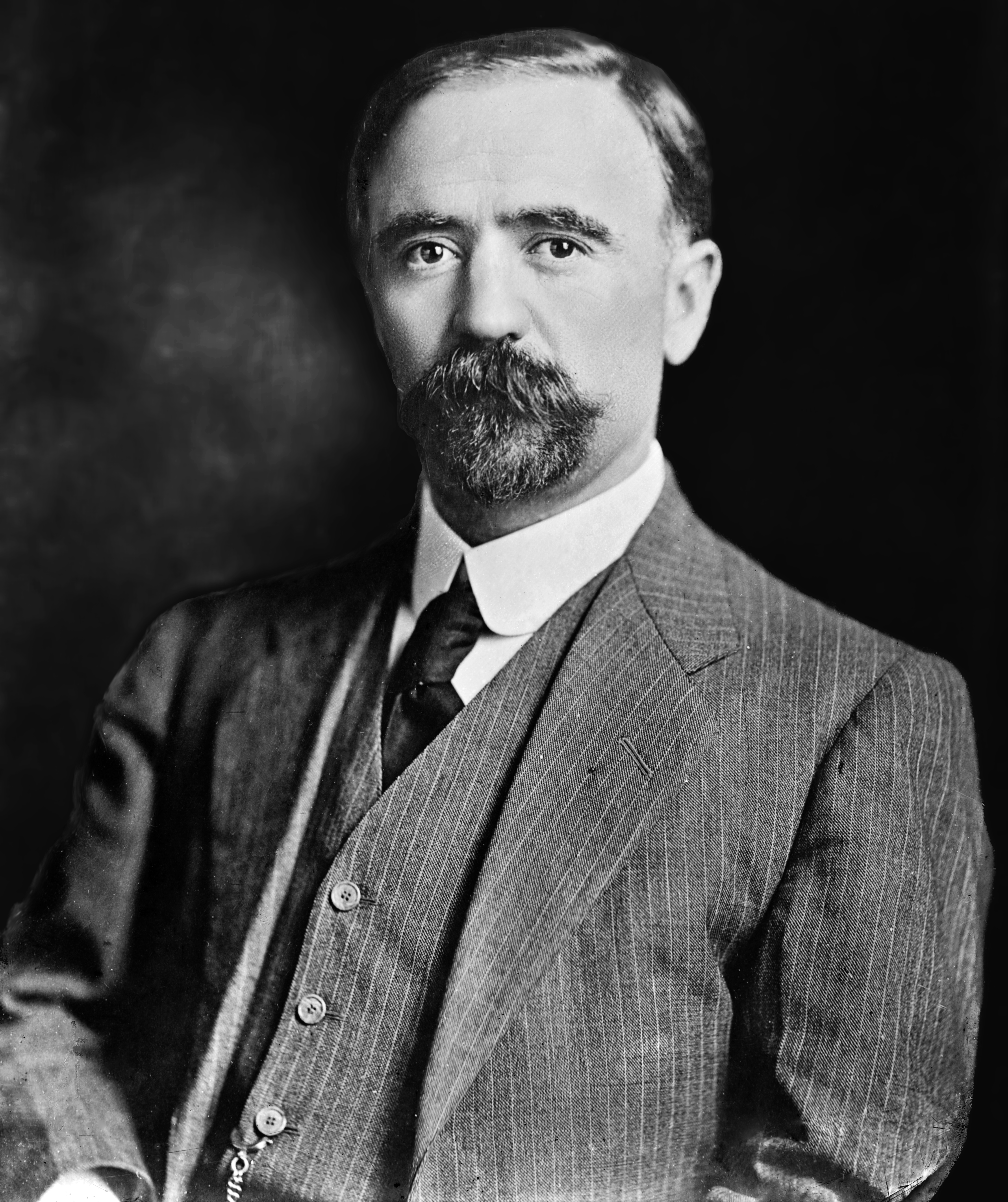
Francisco Ignacio Madero

Amikor Francisco Ignacio Madero 1908-ban közzétette híres könyvét (La sucesión presidencial en 1910), ennek hatására Coahuilában is az elnök újraválaszthatóságát ellenző klubok szerveződtek. Az ilyen klubokból alakult országos párt, a Partido Nacional Antirreeleccionista kormányzójelöltje az 1910-es választásokon Venustiano Carranza volt. Amikor a választáson Madero nagy népszerűségre tett szert, Díaz elnök hívei a közeli Monterreyben letartóztatták, és San Luis Potosíban bebörtönözték, ahonnan azonban az USA területére menekült és megírta Plan de San Luis című tervét. Ennek hatására Coahuila északi részén Carranza is felkelést kezdett szervezni, Saltillóban pedig Rafael de Cepeda tette ugyanezt. Madero elnök november 20-án lépett Coahuila területére, a forradalmárok pedig ezen a napon foglalták el Ocampo falut, Pablo González pedig Monclovánál vívott csatát a federalistákkal.
1911 februárjában Saltillóban rendezkedett be egy forradalmi junta Cepeda vezetésével, innen irányították az állam délkeleti részeit. Május 13-án a forradalmárok Torreón ostromát is megkezdték, ezzel csaknem egy időben pedig Emilio Madero elfoglalta San Pedro de las Coloniast. Carranza újabb választások útján novemberben végül megszerezte az állam kormányzóságát, majd 1913. március 26-án kiadta a Plan de Guadalupe című írását, mely azt tartalmazta, hogy nem ismerik el elnökként Victoriano Huertát. 1913. október 3-án Francisco Villa csapatai elfoglalták Torreónt, majd 1915-ben végleg a carranzista forradalmárok győzedelmeskedtek.

## Kultúra

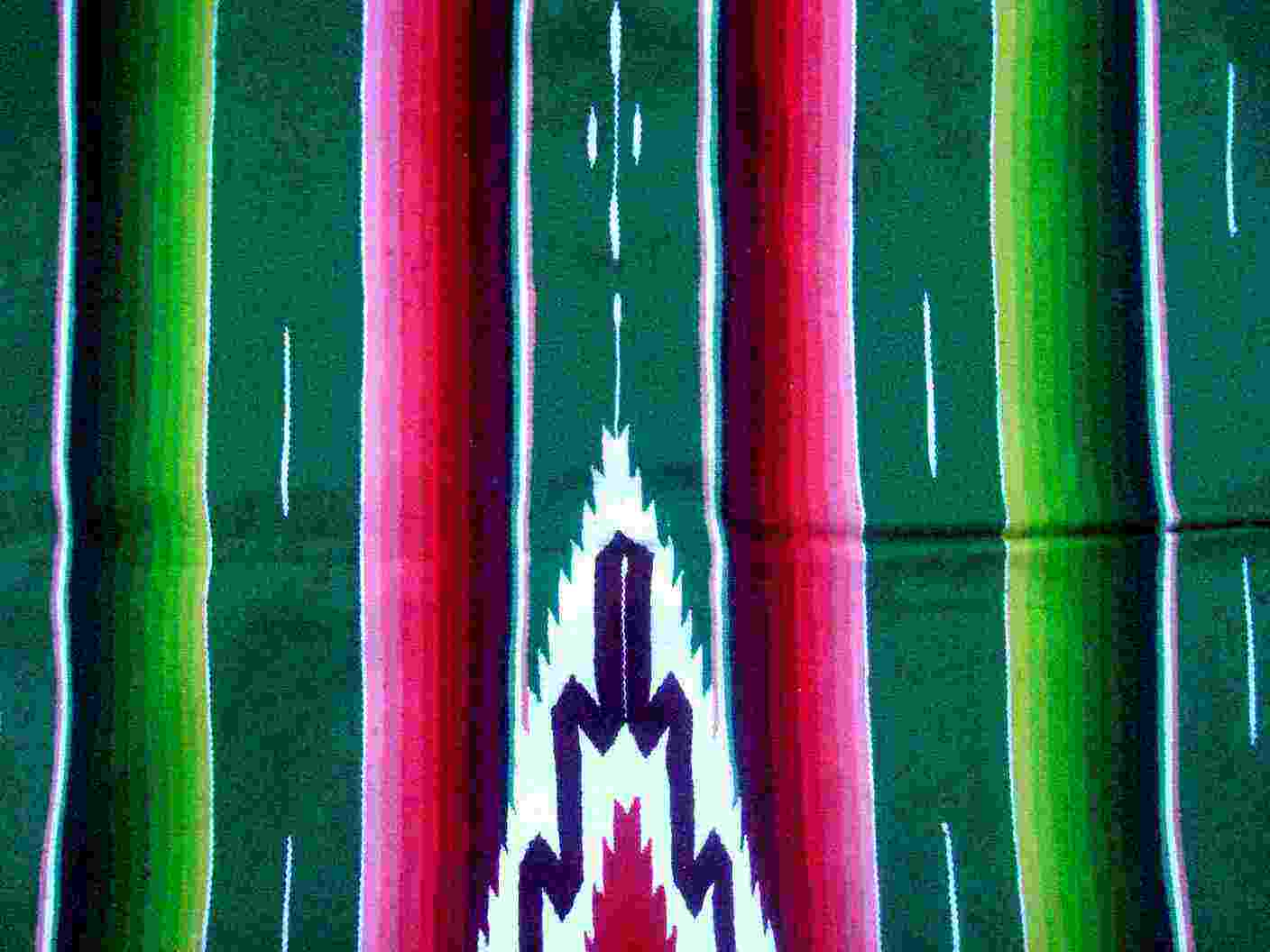
Egy sarape-minta

Számos régi tánc (spanyol és indián eredetűek egyaránt) fennmaradt még az államban, például Saltillo, Parras és San Pedro városában a matachines (egy indián eredetű rituális tánc, rendkívül színes ruhákban előadva), Arteagában a San Isidro tánc és a Guadalupana, Torreónban a Morismas, Matamorosban a Pluma. A nyugati vidéken a Los Panaderos és a Las Cuadrillas népszerű: ezek 1-2 óráig tartó táncos-zenés összejövetelek.
A kézművesség legjellemzőbb termékei Muzquíz községben a tegua nevű lábbeli (amely gerincfájdalmak megakadályozására kiváló), Arteagában a fából készült állatfigurák, Saltillóban pedig a feltűnő színekben pompázó sarapék (vállkendők).